# Monte Cabeza
Monte Cabeza är ett berg i Antarktis. Det ligger i Västantarktis. Argentina, Chile och Storbritannien gör anspråk på området. Toppen på Monte Cabeza är 1 028 meter över havet.
Terrängen runt Monte Cabeza är varierad. Havet är nära Monte Cabeza åt nordost. Trakten är obefolkad. Det finns inga samhällen i närheten.